# Villar de Otero
Villar de Otero es una localidad del municipio leonés de Vega de Espinareda, en la Comunidad Autónoma de Castilla y León. 
La iglesia está dedicada a Nuestra Señora de las Virtudes.

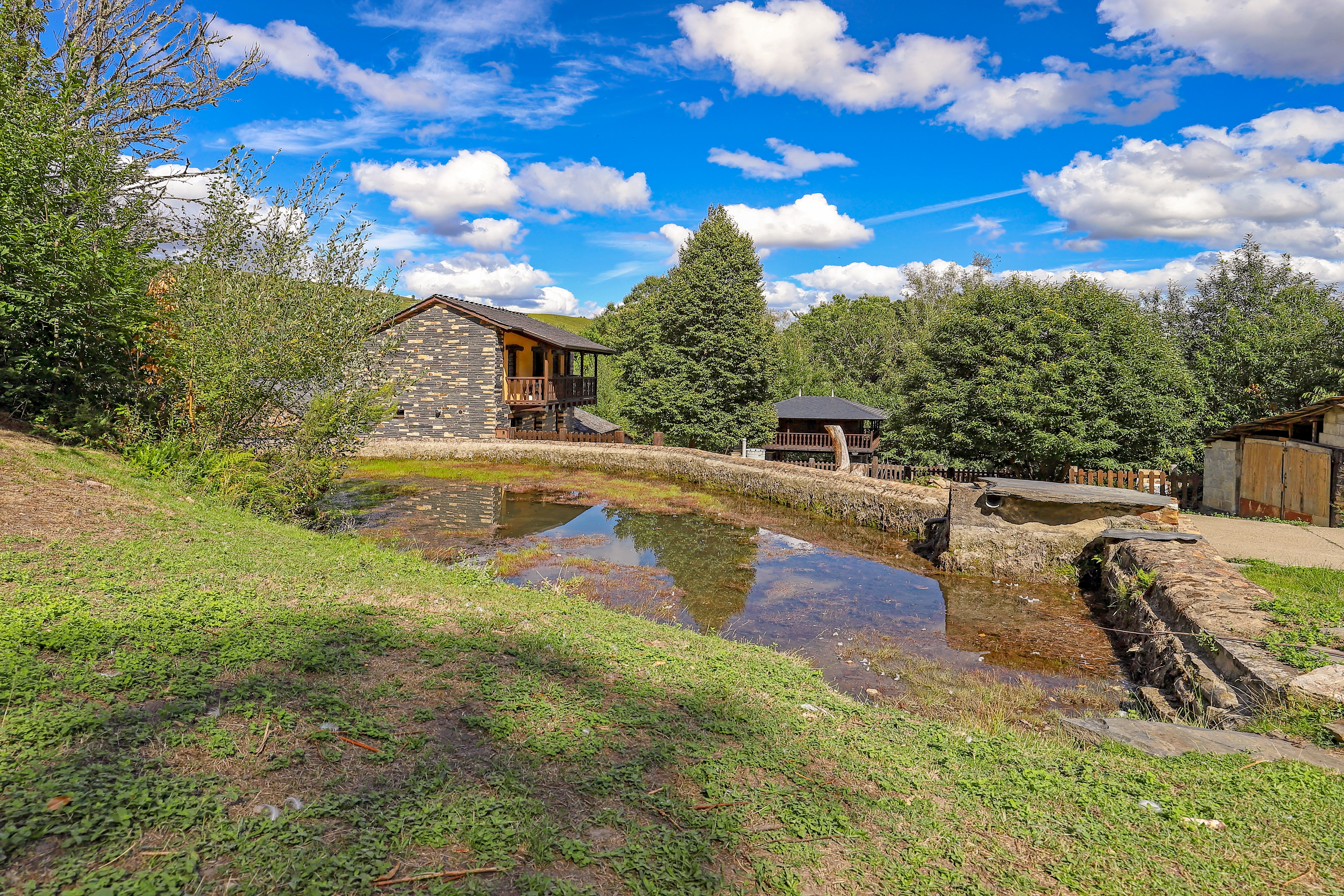
Fuente y casas

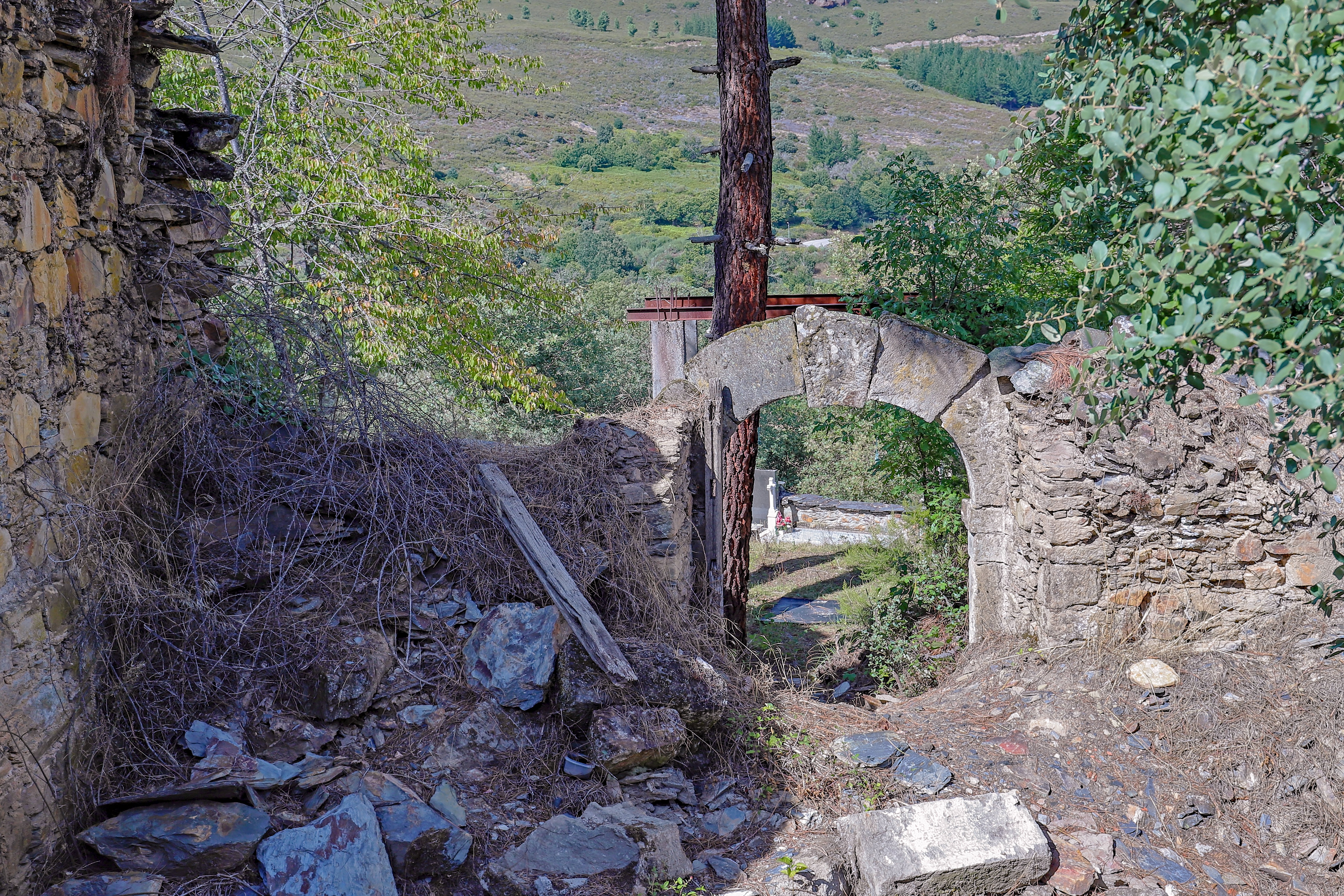
Parroquia católica Nuestra Señora de las Virtudes

## Localidades limítrofes
Confina con las siguientes localidades:
- Al norte con Lumeras.
- Al este con Fontoria.
- Al sureste con Sésamo.
- Al sur con Valle de Finolledo.
- Al suroeste con San Martín de Moreda.
- Al oeste con La Bustarga.
- Al noroeste con Villarbón.

## Demografía
Evolución de la población
| Gráfica de evolución demográfica de Villar de Otero entre 2000 y 2017 |
|                                                                       |
| Población de derecho (2000-2017) según el padrón municipal del INE    |

## Historia
Así se describe a Villar de Otero en el tomo XVI del Diccionario geográfico-estadístico-histórico de España y sus posesiones de Ultramar, obra impulsada por Pascual Madoz a mediados del siglo XIX:

Lugar en la provincia de León (18 leguas), partido judicial de Villafranca del Vierzo (4), diócesis de Astorga (11), audiencia territorial y capitanía general de Valladolid (34), ayuntamiento de Vega de Espinareda. Situado en un vallecito de los muchos que forman las montañas de Ancares; su clima es templado, y se padecen dolores de costado, pulmonías, pleuresías y calenturas tifoideas. Tiene 16 casas; iglesia anejo de Lumeras (Natividad de Nuestra Señora) y varias fuentes de medianas aguas. Confina con la matriz, Fontoria, Sésamo y valle de Finolledo. El terreno es de ínfima calidad y en su mayor parte escabroso y de secano. Los caminos son locales y malos; recibe la correspondencia de Villafranca. Producciones: centeno, patatas, castañas y pastos; cría ganado vacuno y cabrío. Industria: algunos telares de lienzos del país y un molino harinero. Población: 16 vecinos, 80 almas. Contribución: con el ayuntamiento (V.).
Diccionario geográfico-estadístico-histórico de España y sus posesiones de Ultramar